# Vera Drew
Vera Drew (Chicago, Illinois; 22 de mayo de 1989) es una editora, directora, escritora y actriz transgénero estadounidense.

## Primeros años de vida
Drew nació en Chicago, Illinois. Cuando era adolescente, estudió comedia de improvisación a través de un programa piloto para jóvenes de Second City.

## Carrera
Drew ha trabajado en televisión de entretenimiento desde 2009, incluido su trabajo como editora para On Cinema, Comedy Bang! Bang! y Who Is America?. En 2019, Drew fue nominada a un premio Primetime Emmy en la categoría de Edición de imagen sobresaliente para programación de variedades por su trabajo en la serie Who Is America?.
La película financiada colectivamente The People's Joker, dirigida y protagonizada por Drew como El Joker, debutó en el Festival Internacional de Cine de Toronto de 2022.

## Vida privada
Drew es una mujer transgénero y reside en Los Ángeles.

## Filmografía

### Trabajos cinematográficos
- The People's Joker (2022)
- Carnage for Christmas (2024)

## Premios y nominaciones

### Reconocimientos para Vera Drew
| Año  | Otorgar                                   | Categoría                                                    | Película           | Resultado |
| ---- | ----------------------------------------- | ------------------------------------------------------------ | ------------------ | --------- |
| 2023 | Festival Internacional de Cine de Chicago | Gold Q-Hugo                                                  | The People's Joker | Nominada  |
| 2023 | L.A. Outfest                              | Mención especial, largometraje narrativo norteamericano      | The People's Joker | Ganadora  |
| 2019 | Premios Primetime Emmy                    | Edición de imágenes excepcional para programas de variedades | Who Is America?    | Nominada  |